# Augochloropsis pandrosos
Augochloropsis pandrosos är en biart som först beskrevs av Carlos Schrottky 1909.  Augochloropsis pandrosos ingår i släktet Augochloropsis och familjen vägbin. Inga underarter finns listade.